# Conference (pera)
 'Conference' es un cultivar moderno de pera europea Pyrus communis. Fue conseguido por el obtentor Thomas River en el vivero Rivers Nursery, de Sawbridgeworth Inglaterra (Reino Unido).  Expuesto en la Conferencia Nacional Británica de la Pera, lo cual le dio su nombre. Galardonado con un certificado de primera clase de la Royal Horticultural Society en 1885. Las frutas tienen pulpa de color amarillo pálido con un ligero tinte rosado.

## Origen
La variedad se obtuvo en 1884, de una siembra al azar del cultivar Léon Leclerc de Laval donde el donador de polen de la obtención es desconocido. Es una obtención de Thomas River de Sawbridgeworth, (Inglaterra). Su bautismo se remonta a 1895, después de la “conferencia internacional de la pera” celebrada en Londres, ese año.

## Descripción de la fruta
La pera 'Conference' es una pera en forma de botella con un cuello de longitud media.
La fruta, con una epidermis gruesa, es de color marrón-verde, y se vuelve de color amarillo pálido cuando está madura. La carne es blanca, pero se vuelve de color amarillo pálido cuando la pera está madura. De sabor muy fino y dulce, la 'Conference' es suculenta y se derrite en la boca.
El "russeting" (pardeamiento áspero superficial que presentan algunas variedades), es más o menos importante dependiendo de las condiciones climáticas.

## Progenie
'Conference' es el Parental-Madre de la variedades cultivares de pera:
- Condo[2]

'Conference' es el Parental-Padre de la variedades cultivares de pera:
- Bristol Cross
- Cheltenham Cross
- Concorde[2]

### Recogida
Se practica del 20 de septiembre al 10 de octubre, con diferencias debido a situaciones más o menos nórdicas.

### Madurez
Se llega del 15 de octubre al 10 de noviembre.

## Cultivo
Esta variedad de pera es conocida por su fruta grande que se puede disfrutar hasta enero si se mantiene fría en una cámara frigorífica o en una bodega ventilada. Encontramos este peral en casi todas partes en Francia gracias a su fácil adaptación, pero encuentra un lugar privilegiado en un terreno no demasiado calizo, soleado, rico y fresco. Es un árbol frutal particularmente resistente, especialmente frente a la costra de sarna.
Esta variedad desarrolla fácilmente fruta de partenocárpica, que permite la producción incluso cuando la escarcha de la primavera, por ejemplo, ha destruido los huevos de la flor.
Para injertar los perales, uno puede usar como portainjerto un membrillo de Provenza.
La producción se verá favorecida por la presencia de variedades polinizadoras como la pera 'Williams' Bon Chretien'.

## Zona de producción
En Francia, las zonas de producción de esta variedad se encuentran principalmente en el norte (Loire, Nord, Picardie) y en los Alpes (Saboya y un poco en los Alpes del Sur de Francia. Existe una competencia muy fuerte en la producción europea principalmente de los países fronterizos (en orden: Holanda, Bélgica, España e Italia).
Las cualidades gustativas de 'Conferences' desarrolladas en Saboya, fueron reconocidas en 1996 por un IGP (Indicación Geográfica Protegida), es en 2012 la única IGP obtenida por una pera en Francia.
En España, la variedad cultivada en Rincón de Soto (La Rioja) tiene desde el año 2002 la Denominación de Origen Protegida (DOP) 'Pera de Rincón de Soto'. Así mismo desde el año 2003 la Denominación de Origen Protegida (DOP) 'Pera de Lérida'.

## Variedades
- 'Conférence bronzée'.
- 'Conférence X doyenné de Mouchy'

Peras 'Conference'
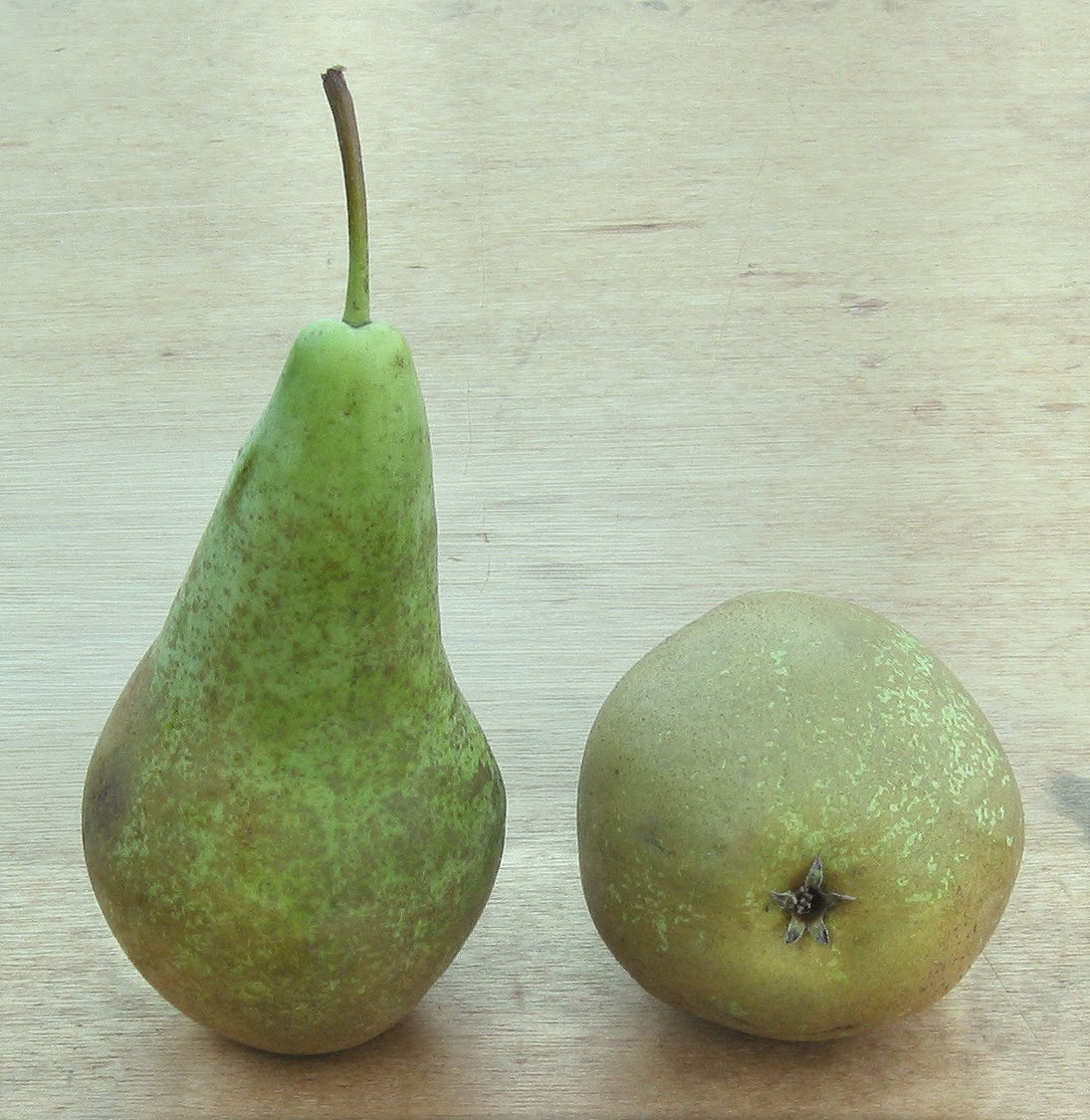
Peras 'Conference'.
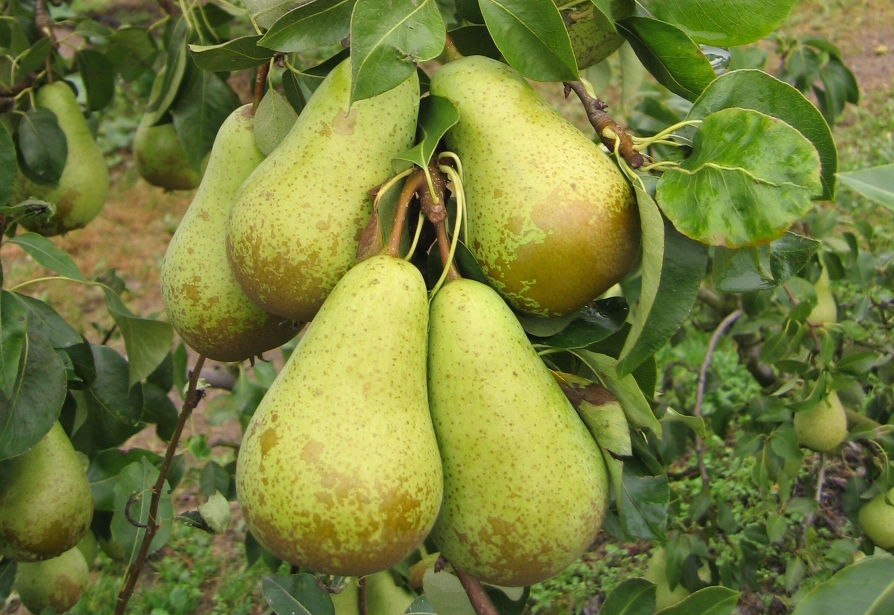
Peras 'Conference' en el árbol.
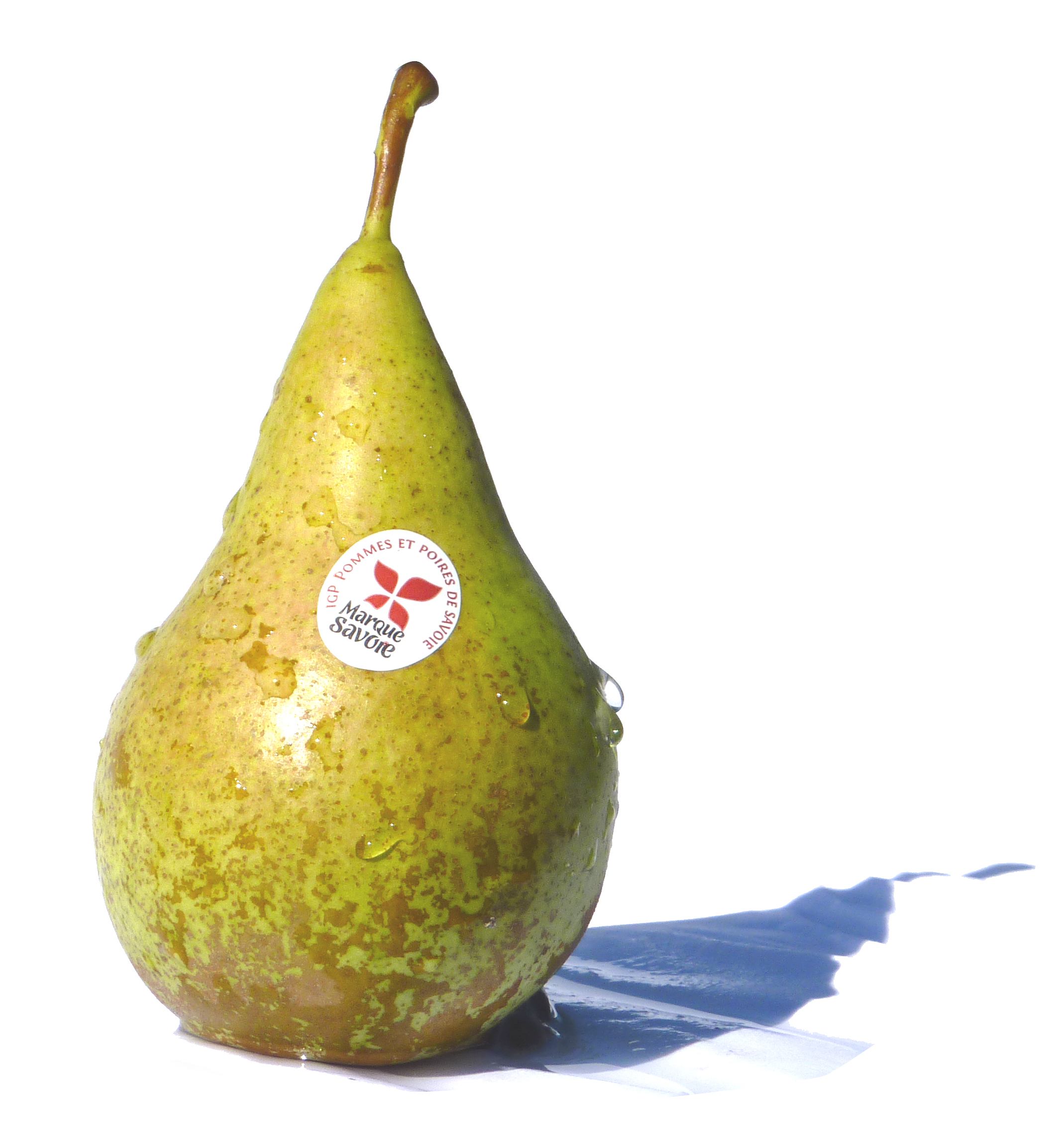
Pera 'Conference' IGP Savoie.
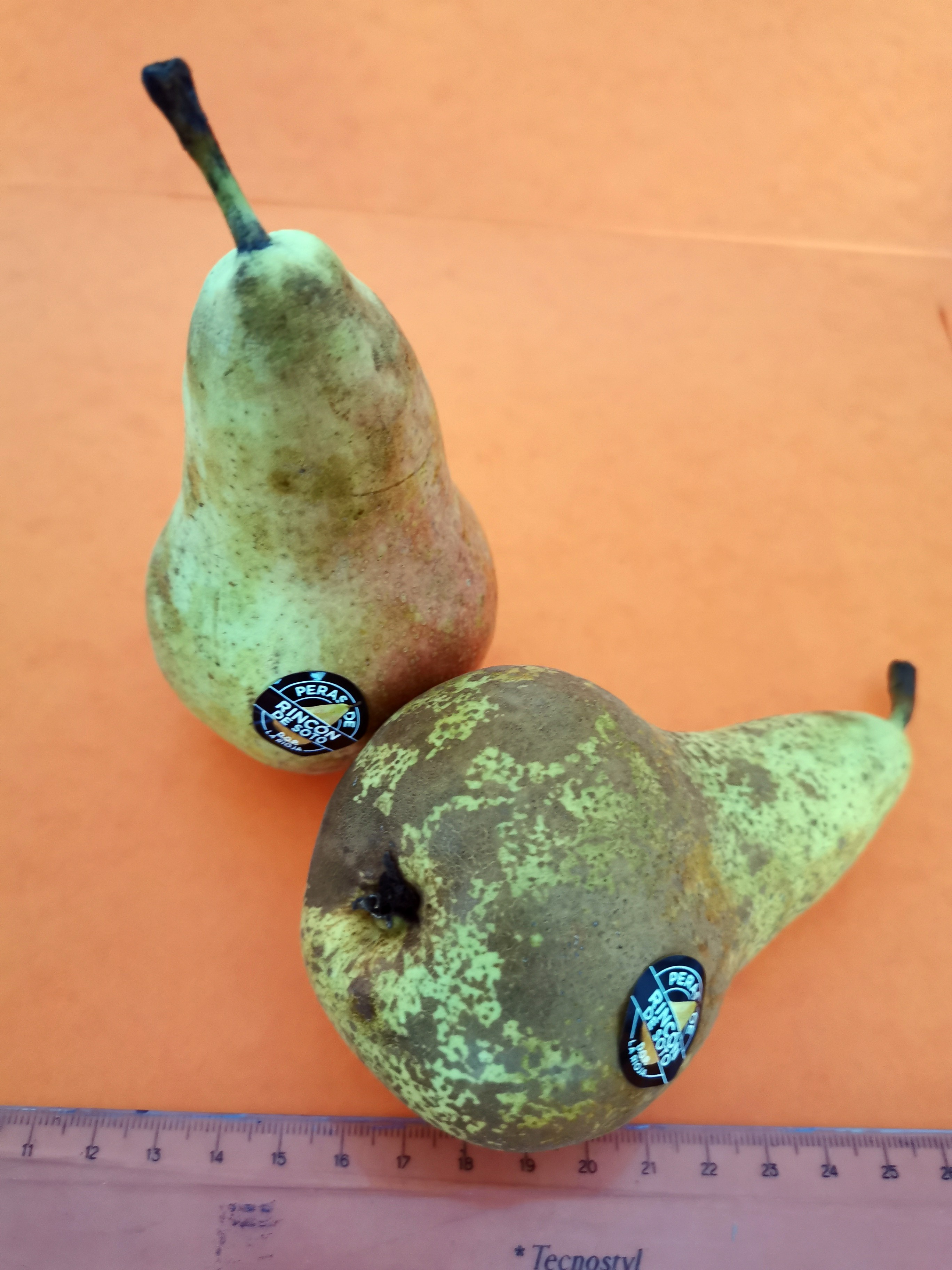
Pera 'Conference' DOP Pera de Rincón de Soto.